# 紅項錦魚
紅項錦魚，為輻鰭魚綱鱸形目隆頭魚亞目隆頭魚科的其中一種，分布於中東太平洋的夏威夷群島及詹斯頓環礁海域，棲息深度5-25公尺，體長可達28公分，棲息在水質清澈的潟湖、臨海礁石海域，以底棲性無脊椎動物及小魚為食，生活習性不明，可作為觀賞魚。